# Marlyne Barrett
Marlyne Nayokah Barrett (Brooklyn, 13 de septiembre de 1978) es una actriz estadounidense. Conocida por su interpretación recurrente de Nerese Campbell en el drama criminal The Wire. En 2007 obtuvo el papel recurrente de Felicia Marquand en la serie de televisión, Damages. Desde 2015, interpreta a la enfermera en jefe Maggie Lockwood en la serie, Chicago Med.

## Vida y carrera
Barrett comenzó su carrera en el escenario y la televisión. Antes de coprotagonizar con Hill Harper la comedia romántica de 2003 Love, Sex and Eating the Bones, a finales de los 90, fue VJ de la estación de televisión Musique Plus en Montreal, Canadá. Más tarde, en la década de 2000, tuvo varios papeles como estrella invitada en los dramas filmados en Nueva York, incluidos las series televisivas Law & Order, Law & Order: Special Victims Unit, Law & Order: Trial by Jury y Conviction. De 2006 a 2008, interpretó a Nerese Campbell en la serie The Wire. En 2007 obtuvo el papel recurrente como la abogada Felicia Marquand en la serie Damages. En 2009, coprotagonizó a Thomasina en la serie Kings.
En 2015, Barrett regresó a la televisión apareciendo como la Det. Chris Thompson en los dos primeros episodios de la serie American Crime. Ese mismo año, es elegida para interpretar el papel de la enfermera, Maggie Lockwood en la serie Chicago Med.

## Filmografía

### Películas
| Año  | Título                         | Papel                  | Notas                                       |
| ---- | ------------------------------ | ---------------------- | ------------------------------------------- |
| 1999 | Angelique                      | Angelique              | Cortometraje                                |
| 2000 | The Growing Pains              | Jody                   | Película de televisión                      |
| 2001 | Hidden Agenda                  | Azafata del aeropuerto |                                             |
| 2001 | Heist                          | Mujer joven            |                                             |
| 2003 | Good Fences                    | Tina                   | Película de televisión                      |
| 2003 | Love, Sex and Eating the Bones | Jasmine LeJeune        |                                             |
| 2005 | Hitch                          | Stephanie              |                                             |
| 2006 | Off the Black                  | Nancy                  |                                             |
| 2016 | Quest                          | Sheila                 |                                             |
| 2017 | Night Call                     | Kadedra Domek          | Cortometraje; también productora ejecutiva. |
| 2018 | After Everything               | Dra. Beatty            |                                             |

### Televisión
| Año           | Título                            | Papel                                   | Notas                               |
| ------------- | --------------------------------- | --------------------------------------- | ----------------------------------- |
| 2004          | The Jury                          | Faith Ward                              | Episodio: "Mail Order Mystery"      |
| 2005          | Law & Order                       | Alana Sinclair                          | Episodio: "Obsession"               |
| 2005          | Law & Order: Trial by Jury        | Diane Harris                            | Episodio: "Pattern of Conduct"      |
| 2005          | Rescue Me                         | Mamá del niño en coma                   | Episodio: "Shame" and "Believe"     |
| 2005          | Law & Order: Special Victims Unit | Sarah Miller                            | Episodio: "Night"                   |
| 2006          | Conviction                        | Dra. Donner                             | Episodio: "Madness"                 |
| 2006          | Law & Order: Special Victims Unit | Alma Cordoza                            | Episodio: "Cage"                    |
| 2007–08       | Law & Order                       | Abogada Bocanegra                       | Episodio: "Murder Book" and "Tango" |
| 2007          | Damages                           | Felicia Marquand                        | 8 episodios                         |
| 2006–08       | The Wire                          | Presidenta del consejo, Nerese Campbell | 11 episodios                        |
| 2009          | Kings                             | Thomasina                               | 12 episodio                         |
| 2009          | Bored to Death                    | Ava                                     | Episodio: "Stockholm Syndrome"      |
| 2009          | The Good Wife                     | Thalia Ramsey                           | Episodio: "Lifeguard"               |
| 2010          | Gossip Girl                       | Martha Chamberlain                      | Episodio: "Goodbye, Columbia"       |
| 2014          | Satisfaction                      | Lauretta                                | Episodio: "Through Revelation"      |
| 2015          | American Crime                    | Detective Chris Thompson                | Episodios: "One" y "Two"            |
| 2015–presente | Chicago Med                       | Jefa de enfermeras, Maggie Lockwood     |                                     |
| 2016–presente | Chicago Fire                      | Jefa de enfermeras, Maggie Lockwood     |                                     |
| 2016–presente | Chicago P.D.                      | Jefa de enfermeras, Maggie Lockwood     |                                     |